# Azurit
Azurít (arabsko al-azurd - modrilo oz. perzijsko lazhward - modra barva) je mineral bakrovega hidroksi karbonata in spada med karbonate.
Kakor izrazito zeleni malahit se tudi izrazito modro obarvani azurit imenuje po barvi. Je nekoliko lažji od malahita, pa tudi manj pogost. Kot sekundarni bakrov mineral nastaja z oksidacijo bakrovih sulfuidov.
Poimenoval ga je François Sulpice Beudant leta 1824.

## Nahajališča
V Sloveniji najdemo azurit na več mestih, večinoma v obliki tankih žilic ali pa prevlek. Med lepšimi je azurit, najden v Savskih jamah nad Jesenicami.Tudi danes je še mogoče najti posamezne intezivno obarvane prevleke na apnencu, skupaj z malahitom. Vztrajen zbiralec bo našel azurite na nekaterih odvalih starih bakrovih rudišč, skupaj z drugimi bakrovimi minerali. V nekaterih starejših literaturah so opisana nahajališča na Rožci nad Hrušico, v Litiji in Podkraju pri Radečah ter na Remšniku in Stegovniku.
Tako kot malahit je tudi azurit zelo razširjen mineral. Najbogatejša najdišča so v Franciji (Chessy), Italiji (Calabona in Rosas na Sardiniji), Grčiji (Laurion), Nemčiji (Calw, Mechernich in Wallerfangen), na Češkem (Český Brod), Slovaškem (Špania Dolina), v Romuniji, Rusiji, ZDA (Bisbee v Arizoni, Utah), Čilu, Mehiki (San Carlos, Mazapil, Zacatecas), Maroku (Touissit), Namibiji (Tsumeb), Perziji in Avstraliji (Broken Hill).

## Uporaba
Azurit uporabljajo predvsem za izdelovanje okrasnih predmetov. Za nakit se brusi v obliki »kabošonov«, lahko celo fasetno, vendar je občutljiv. V preteklosti so ga uporabljali tudi za barvilo (gorsko plavo ali armenski kamen). 
Kot ruda je manj pomemben, zato pa zanimivejši za znanstvenike in zbiralce.